# Ghost Rider (Danny Ketch)
Daniel "Danny" Ketch, più noto come Ghost Rider II, è un personaggio dei fumetti creato da Howard Mackie, (testi) e Javier Saltares (disegni) pubblicato dalla Marvel Comics. La sua prima apparizione avviene in Ghost Rider (Vol. 3) n. 1 (maggio 1990).
Corriere fusosi con il suo antenato, lo "Spirito della Vendetta" Noble Kale, per vendicare il ferimento della sorella, Danny Ketch è il successore di Johnny Blaze al ruolo di Ghost Rider e, successivamente, si scopre essere suo fratello.

## Storia editoriale
Esordito ad opera di Howard Mackie e Javier Saltares come protagonista del terzo volume di Ghost Rider, pubblicata a partire da maggio 1990. Dopo un esordio di grande successo la serie ha perso progressivamente lettori e la rivista Wizard nel recensirne i numeri da 80 a 85 le ha imputato un forte calo qualitativo, attribuendole la valutazione più bassa possibile; tutto ciò ha portato all'improvvisa chiusura della testata con il numero 93 (febbraio 1998) lasciando in sospeso una storia, la cui trama viene poi chiusa nel marzo 2007 con la pubblicazione del numero 94, che termina definitivamente la serie.
Il personaggio appare in seguito come comprimario nei successivi volumi di Ghost Rider e, nel dicembre 2008 diviene protagonista di una propria miniserie di cinque numeri, Ghost Rider: Danny Ketch.

## Biografia del personaggio

### Origini
Nato a Waukegan, Illinois, dagli stuntman motociclisti Barton Blaze e Naomi Kale, Danny e sua sorella Barbara trascorrono i primi mesi di vita nel Circo Quentin, in cui si tiene lo show dei genitori, finché la madre scioglie la famiglia abbandonando sia il marito che il primogenito, Johnny, per fuggire con gli altri due figli ancora in fasce nella speranza che separandosene essi non sarebbero incorsi nella maledizione che perseguita la sua famiglia: lo "Spirito della Vendetta" Noble Kale. Naomi affida i due neonati ad una cameriera di Brooklyn, New York, Francis Ketch dicendole di raccontargli che i loro genitori biologici sono morti in un incidente.

### Ghost Rider
Crescendo, Danny diviene un corriere ed ha una turbolenta relazione con Stacy Dolan, figlia di un agente di polizia amico di sua madre, una sera, alla vigilia di Halloween, si reca insieme a Barbara al cimitero di Cypress Hill per cercare la tomba di Harry Houdini, imbattendosi però in un regolamento di conti tra la banda di Kingpin e quella di Deathwatch; i due ragazzi tentano di fuggire ma Barbara viene gravemente ferita mentre Danny, nascostosi in una discarica, incappa in una motocicletta nuova di zecca con uno strano medaglione incastonato nel cruscotto. Entrato a contatto col veicolo, Danny si trasforma in "Ghost Rider", sconfiggendo i criminali e riuscendo a trasportare la sorella in ospedale dove, tuttavia, cade in coma e, poco dopo viene uccisa da Blackout.
Da allora, al calare della notte ed in ogni momento in cui viene versato il sangue di un innocente nelle vicinanze, Danny si trasforma in Ghost Rider recandosi in cerca di vendetta, cosa che lo ha portato ad affrontare di frequente l'organizzazione di Deathwatch e supercriminali come Mister Hyde e lo Spaventapasseri alleandosi anche con altri vigilanti ed eroi quali il Punitore, il Dottor Strange, l'Uomo Ragno e Wolverine. Le sue gesta attirano nel frattempo l'attenzione del precedente Ghost Rider (Johnny Blaze) che, credendo che si tratti di Zarathos, si reca a New York per ucciderlo, durante il loro scontro Blaze recupera misteriosamente i propri poteri soprannaturali e, una volta convintosi che Danny non ha nulla a che fare col demone che lo ha tormentato per anni, diviene un suo alleato formando assieme a lui, Blade, Frank Drake, Hannibal King, Morbius, Sam Buchanan, Victoria Montesi e Louise Hastings, il gruppo dei Figli della Mezzanotte. Poco tempo dopo Danny e Johnny scoprono inoltre di essere fratelli.
In seguito ad uno scontro con Vendetta, Danny apprende che lo spirito da cui è posseduto è il suo antenato Noble Kale, che Cuore Nero riesce a separare da lui per metterlo alla guida degli Spiriti di Vendetta che ha creato, tuttavia Danny si sacrifica per far recuperare la memoria a Kale permettendogli di sconfiggere Cuore Nero e diventare brevemente il signore degli inferi, periodo nel corso del quale fa in modo che gli spiriti dei suoi discendenti siano liberati dalla maledizione raggiungendo finalmente l'aldilà e resuscita Danny per rimandarlo sulla Terra così da fagli vivere una vita normale.
Nel momento in cui Mefisto riconquista il suo regno, Kale è tuttavia costretto a fondersi nuovamente con Danny.

### Ritorno
Anni dopo, Danny riesce a liberarsi dalla sua maledizione grazie a una giovane esorcista di nome Mary LeBow, ma cade in una profonda depressione iniziando a percepire un vuoto che crede di poter riempire tornando ad essere Ghost Rider. Ciò fa in modo che l'angelo ribelle Zadkiel riesca a manipolarlo facendolo avvicinare da un suo suddito di nome Mister Eleven, rivelandogli l'origine divina dei suoi poteri e restituendogli i poteri per poi incaricarlo di liberare la Terra dalla maledizione degli Spiriti della Vendetta dando loro la caccia e uccidendoli.
Convinto di stare operando per il bene, Danny arriva a scontrarsi con il fratello e tutti gli altri Ghost Rider riuscendo infine ad appropriarsi del loro potere e a consegnarlo a Zadkiel, che se ne serve per conquistare il Paradiso. Trattenuto una parte di potere per sé e per Johnny così che tornino entrambi ad essere Ghost Rider, Danny fa un patto col Diavolo portandogli l'Anticristo in cambio dell'apertura di un portale fino al Paradiso, dove assiste il fratello nello scontro finale con Zadkiel ristabilendo la pace nel regno dei cieli, per poi tornare sulla Terra e far perdere le proprie tracce fino a quando Superior Spider-Man lo contatta per avere informazioni sul suo vecchio nemico Blackout, colpevole di aver rapito Zia May.

## Poteri e abilità
Danny Ketch è un esperto motociclista e combattente corpo a corpo, come Ghost Rider è in grado di trasformarsi in un essere scheletrico dal teschio fiammeggiante dotato di forza, velocità e resistenza sovrumana ma, a differenza di Johnny Blaze, il suo potere non deriva dalla fusione col demone Zarathos ma con lo "Spirito della Vendetta", nonché suo antenato, Noble Kale residente nel medaglione incastonato nel cruscotto della sua moto; motivo per cui le metà costituenti tale incarnazione di Ghost Rider hanno un rapporto molto più collaborativo. Il potere principale del personaggio è il cosiddetto "Sguardo di Penitenza" (Penance Stare) grazie a cui, solamente guardando una persona negli occhi, Ghost Rider è in grado di lacerarne l'anima facendole provare tutto il dolore che questi ha causato nel corso della sua vita; nonostante tutti gli esseri dotati di un'anima possano subire gli effetti dello "Sguardo di Penitenza", compresi angeli e demoni, esistono individui che ne sono immuni come i simbionti e Cuore Nero, o in grado di resistervi come Madcap. Danny è inoltre il primo Rider ad usare come arma una catena infernale che può allungare senza limite, irrigidire, usare come lancia, scomporre in vari anelli ed emettere da qualsiasi parte del corpo.
Ghost Rider è in grado di manipolare il "Fuoco Infernale", una fonte mistica di potere simile al fuoco ma capace di infliggere danni di portata maggiore, distruggere le anime dei peccatori ed impossibili da estinguere con metodi comuni; tale energia può essere emesso da qualsiasi parte del corpo del Rider, fatto piovere dal cielo sotto forma di tempesta di meteoriti, utilizzato per generare effetti esplosivi, bruciare l'ossigeno o addirittura modificare a livello metafisico qualsiasi oggetto o animale che tocchi rendendolo infernale e, per tanto, capace di danneggiare entità soprannaturali. Estendendo il potere del Fuoco Infernale alla sua moto, Ghost Rider è in grado di trasformarla in una motocicletta ipertecnologica capace di muoversi indipendentemente senza conducente, venire controllarla a distanza, percorrere qualsiasi superficie (anche liquida o verticale), volare, viaggiare fra i vari piani dimensionali e, quando si sposta a grande velocità, bruciare o fa esplodere tutto ciò che incontra sul suo cammino.

## Altre versioni
Nell'universo Ultimate, Danny Ketch è una spia leggendaria con la misteriosa abilità di sputare fuoco; reclutato negli Howling Commandos di Fury con il nome in codice "The Ghost", si sacrifica per sconfiggere Gah Lak Tus ma la sua coscienza viene trasferita in un corpo meccanico dallo S.H.I.E.L.D. dando vita a "Machine Man".

## Altri media

### Cinema
- Danny Ketch, interpretato da Fergus Riordan, compare nel film Ghost Rider - Spirito di vendetta (2012).[31] In tale versione è un bambino dotato di poteri soprannaturali, figlio del signore degli inferi Roarke/Mefisto e di una donna umana, Nadya, che lo protegge dal padre, intenzionato a trasferire la propria anima nel suo corpo.

### Televisione
- Ghost Rider (Danny Ketch) ha un cameo visivo in un episodio di Insuperabili X-Men.
- Il personaggio, doppiato in originale da Richard Grieco, compare in un episodio de I Fantastici Quattro.
- La versione di Ghost Rider di Danny Ketch, sempre doppiato in originale da Griego e in italiano da Mario Scarabelli, compare nella serie animata L'incredibile Hulk.

### Videogiochi
- Ghost Rider (Danny Ketch) è un personaggio di supporto nel videogioco Venom/Spider-Man: Separation Anxiety.
- In Marvel: La Grande Alleanza la versione di Danny Ketch è un costume alternativo di Ghost Rider.
- Un videogioco per PlayStation su Ghost Rider con protagonista Danny Ketch è stato annunciato da Crystal Dynamics nel 1997[32] ma in seguito mai realizzato.